# Cabariot
Cabariot là một xã trong tỉnh Charente-Maritime trong vùng Nouvelle-Aquitaine tây nam nước Pháp. Xã này nằm ở khu vực có độ cao từ 1-27 mét trên mực nước biển.
Sông Boutonne tạo thành một phần ranh giới đông nam thị trấn, sau đó chảy vào sông Charente, sông tạo tất cả ranh giới tây nam thị trấn.